# Alen Blažević
Alen Blažević, hrvatski reprezentativni rukometaš
Sudionik SP do 19 održanog 2005. u Kataru na kojem je osvojio broncu.
Igrač MOL Pick Szegeda. Član šireg popisa hrvatskih reprezentativaca. Hrvatski izbornik Lino Červar uvrstio ga je travnja 2017. na popis igrača za reprezentativno okupljanje dogovoreno za početak svibnja 2017. godine.